# Gayniggers From Outer Space
Gayniggers From Outer Space (slovensko Črnski homoseksualci iz vesolja) je kratek film iz leta 1992. Režiral ga je danski filmar in komediant Morten Lindberg. Govori o skupini medzvezdnih raziskovalcev, ki odkrijejo ženske na planetu Zemlja. Eno za eno jih pobijejo z žarkovnimi pištolami, kar jim zagotovi hvaležnost, predhodno zatirane, moške populacije. Preden odidejo, obiskovalci pustijo Gay ambasadorja, ki Zemljane poučuje o novem življenju, ki ga imajo.

## Igralci
- Coco P. Dalbert kot ArmInAss
- Sammy Saloman kot Kapitan B. Dick
- Gerald F. Hail kot D. Ildo
- Gbatokai Dakinah kot Sgt. Shaved Balls
- Konrad Fields kot Mr. Schwul
- Johnny Conny & Tony Thomas kot The Gay Ambassador